# Syringodermatales
Syringodermatales es un orden de la clase Phaeophyceae (algas pardas).  Pertenece a la familia syringodermataceae y está compuesto por solo género, Syringoderma.